# Haditha Dam
Haditha Dam är en dammbyggnad i Irak.   Den ligger i distriktet Haditha District och provinsen Al-Anbar, i den centrala delen av landet, 210 km nordväst om huvudstaden Bagdad. Haditha Dam ligger 137 meter över havet.
Terrängen runt Haditha Dam är platt. Runt Haditha Dam är det glesbefolkat, med 11 invånare per kvadratkilometer. Närmaste större samhälle är Ḩadīthah, 8,1 km söder om Haditha Dam. Trakten runt Haditha Dam är ofruktbar med lite eller ingen växtlighet.